# Retrato de Johannes Carion

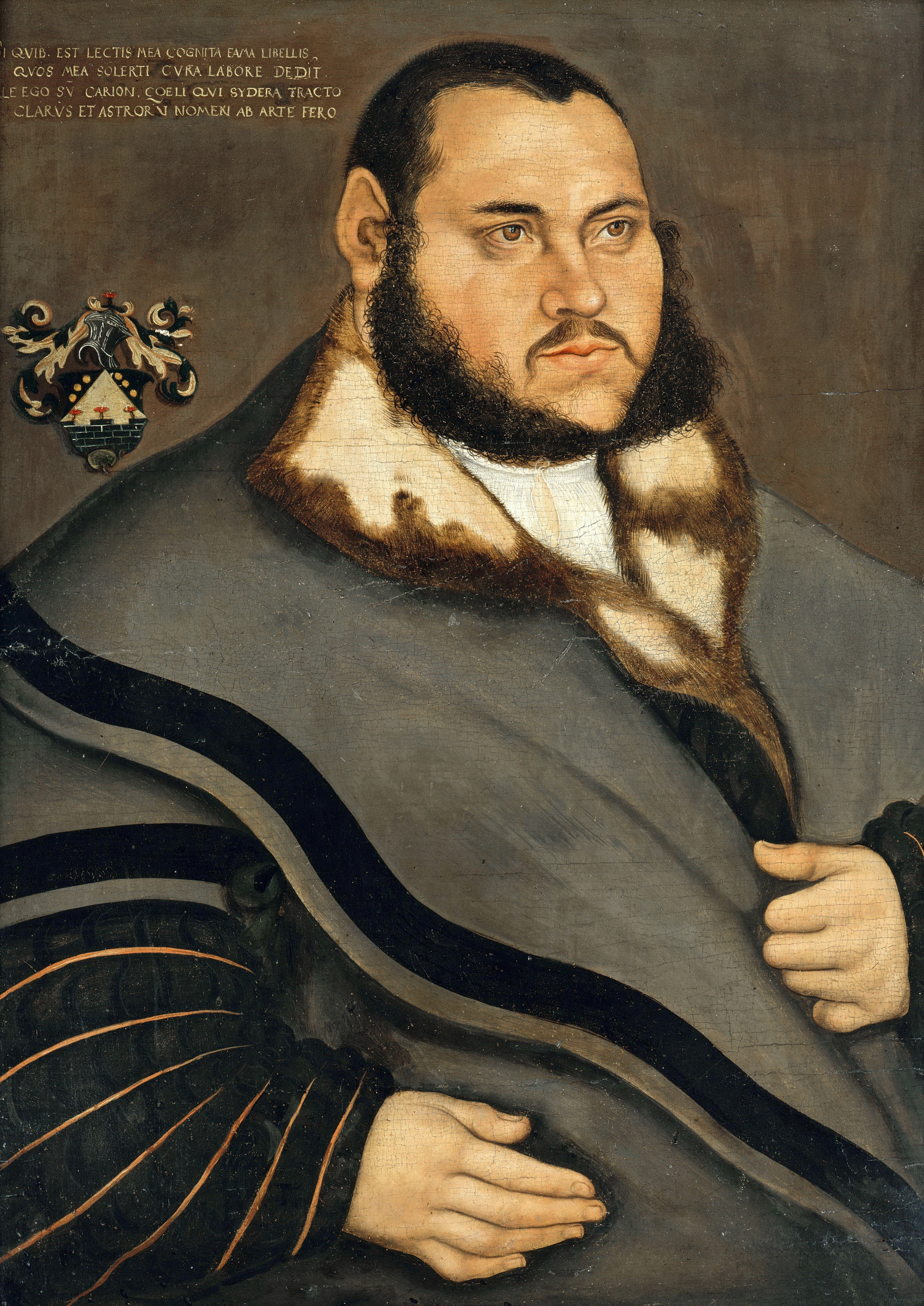
Johannes Carion de Lucas Cranach el Viejo; aprox. 1530.

El Retrato de Johannes Carion es una pintura de Lucas Cranach el Viejo que representa al astrólogo, matemático e historiador Johannes Carion (1499-1537). Es una pintura sobre tabla de madera de haya roja de alrededor de 1530, que se encuentra en la Gemäldegalerie de Berlín.

## Descripción
El cuadro de 52 cm × 37,3 cm muestra a Johannes Carion en un retrato de tres cuartos sobre un fondo amarronado. Lleva un manto de color marrón grisáceo que deja a la vista las mangas a rayas finas negras y anaranjadas y el cuello vuelto de pelo de marta claro de la prenda que cubre. El cuerpo llena todo el espacio. Las líneas diagonales animan el cuerpo pesado en conexión con una expresión facial concentrada. Esto transmite movilidad y tensión psicológica a la imagen. A la izquierda, sobre su hombro, está su escudo de armas. La leyenda latina en la parte superior izquierda de la imagen dice traducida: "Soy Cario, el famoso autor de obras muy leídas que he escrito sobre la base de mi trabajo y mis estudios, examino las estrellas y alabo los nombres de las constelaciones".
Se cree que la imagen llegó a la Biblioteca Electoral en Cölln an der Spree, luego permaneció en posesión de la Biblioteca Real y se integró en la Biblioteca Estatal Alemana a través de la Biblioteca Estatal Prusiana. A principios del siglo XX, el retrato fue redescubierto por el historiador de arte Aby Warburg y Emil Jakobs.